# Alaa Thabet
Alaa Thabet est un journaliste égyptien, rédacteur en chef du journal Al-Ahram et membre du conseil d'administration de la Fondation Al-Ahram,.

## Biographie

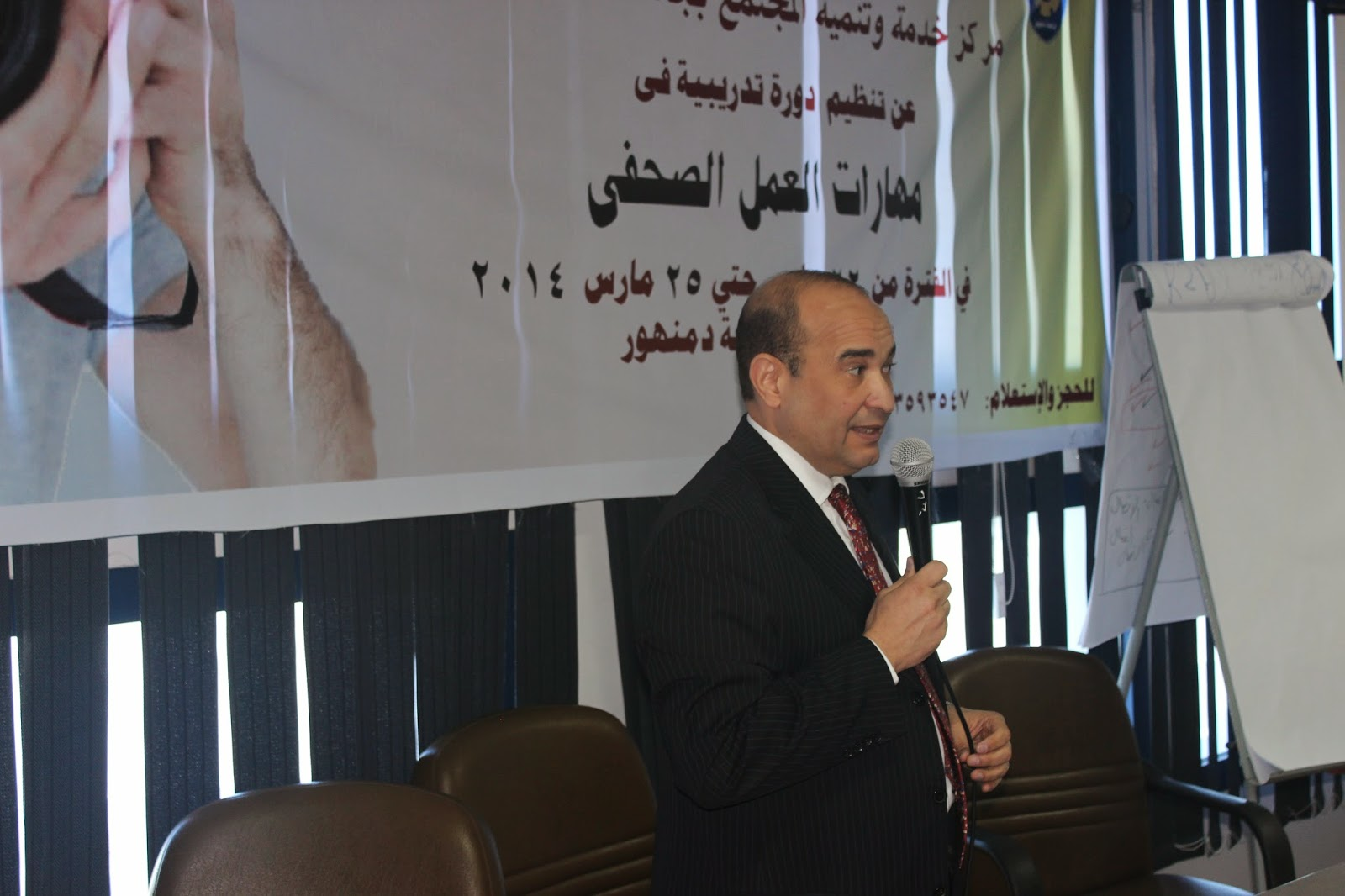
Au cours d'une conférence intitulée « Normes professionnelles et éthiques en journalisme » à l'Université Benha

Il est diplômé de la Faculté d'économie et de sciences politiques de l'université du Caire en 1992. Il a reçu un diplôme d'études avancées aux États-Unis en 2006 sur le journalisme et l'administration éditoriale et a participé à un certain nombre de conférences importantes à travers le monde, y compris au Canada, en Turquie, aux États-Unis, au Japon, aux Émirats arabes unis et dans d'autres pays.

### Carrière
Après avoir obtenu son diplôme, il travaille comme journaliste pour le journal Al-Nour en 1988. Il a été journaliste pour le journal Al-Watan au Caire en 1989.

## Publications
Il a contribué à de nombreuses émissions religieuses de télévision destinées aux enfants.
Il a publié plusieurs ouvrages, y compris une analyse de l'enseignement supérieur en Égypte. 